# Pontiac Sunburst
Pontiac Sunburst – samochód osobowy klasy kompaktowej produkowany pod amerykańską marką Pontiac w latach 1984 – 1988.

## Historia i opis modelu

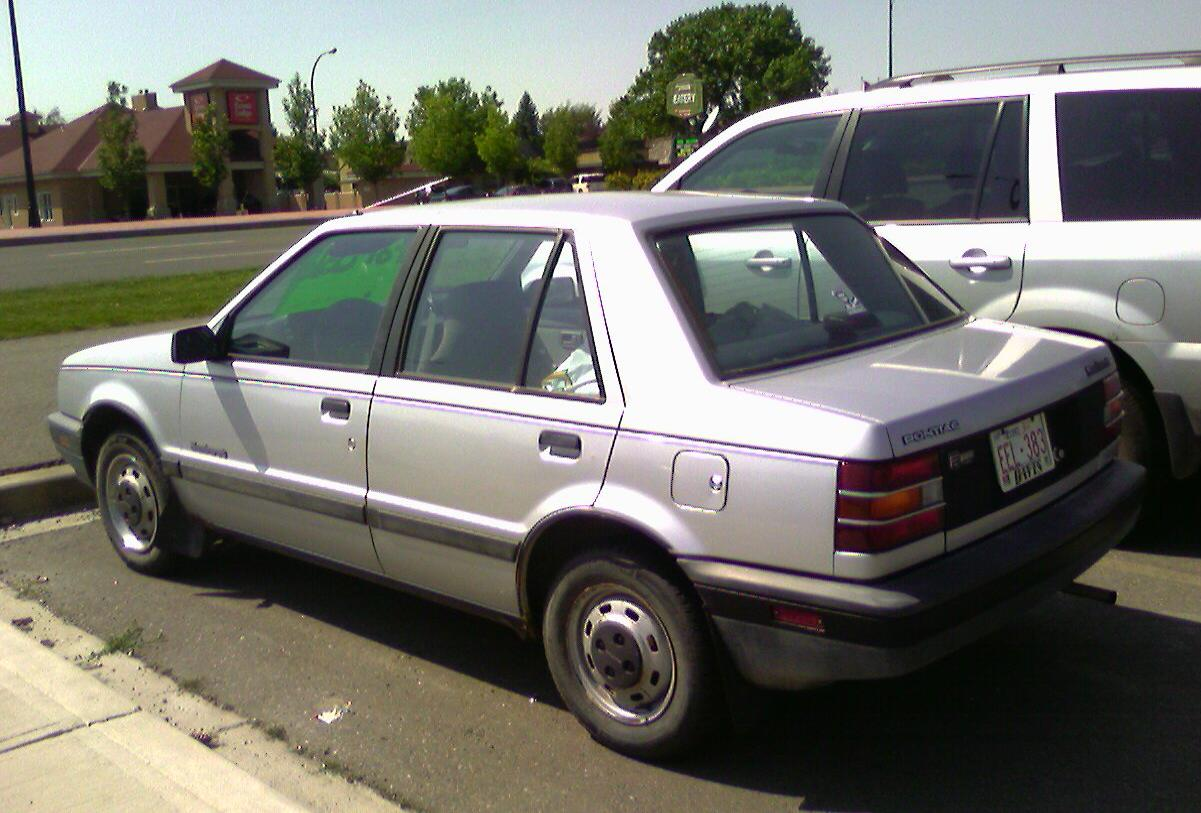
Pontiac Sunburst - tył

W 1984 roku kanadyjski oddział General Motors, posiadający wówczas. dużą autonomię, zdecydował się rozbudować lokalne portoflio marki Pontiac o bliźniaczą wersję modeli Isuzu I-Mark i Chevrolet Spectrum. Samochód otrzymał nazwę Sunburst i minimalne zmiany wizualne, różniąc się jedynie atrapą chłodnicy i oznaczeniami nadwozia. W ofercie zastąpił inny model poddany badge engineering, lokalnego bliźniaka Chevroleta Chevette – model Acadian.
Import Pontiaka Sunburst z japońskich zakładów Isuzu w Jokohamie trwała do 1988 roku, kończąc się dwa lata przed produkcją innych bliźniaczych modeli budowanych w ramach koncernu General Motors. Od tego czasu w klasie kompaktowej oferta Pontiaca w Kanadzie była już taka sama, jak w Stanach Zjednoczonych.

### Wersje wyposażeniowe
- LS
- RS

### Silniki
- R4 1.3l
- R4 1.4l
- R4 1.6l